# Ḩoseynābād (ort i Qazvin, lat 36,00, long 50,49)
Ḩoseynābād (persiska: Ḩoseynābād-e Kord, حُسِينابادِ كُرد, حسین آباد) är en ort i Iran.   Den ligger i provinsen Qazvin, i den nordvästra delen av landet, 90 km väster om huvudstaden Teheran. Ḩoseynābād ligger 1 183 meter över havet och antalet invånare är 324.
Terrängen runt Ḩoseynābād är platt åt sydväst, men åt nordost är den kuperad.Runt Ḩoseynābād är det ganska tätbefolkat, med 86 invånare per kvadratkilometer. Närmaste större samhälle är Naz̧arābād, 11,6 km sydost om Ḩoseynābād. Trakten runt Ḩoseynābād består till största delen av jordbruksmark.